# I. e. 403
Évszázadok: i. e. 6. század – i. e. 5. század – i. e. 4. század
Évtizedek: i. e. 450-es évek – i. e. 440-es évek – i. e. 430-as évek – i. e. 420-as évek – i. e. 410-es évek – i. e. 400-as évek – i. e. 390-es évek – i. e. 380-as évek – i. e. 370-es évek – i. e. 360-as évek – i. e. 350-es évek
Évek: i. e. 408 – i. e. 407 – i. e. 406 – i. e. 405 –  i. e. 404 – i. e. 403 – i. e. 402 – i. e. 401 – i. e. 400 – i. e. 399 – i. e. 398

## Események

### Görögország
- A peloponnészoszi háborúban győztes Spárta által Athénra kényszerített harminc zsarnok uralmával szemben ellenállás szerveződik Thraszübulosz vezetésével. Az ellenállók és száműzöttek előbb egy attikai spártai helyőrséget, majd a munüchiai csatában az oligarchikus athéni kormányzat seregét is legyőzik. Az ütközetben elesik Kritiasz, a harminc zsarnok vezetője.
- A spártaiak sereget küldenek az ellenállók ellen, amely a pireuszi csatában megfutamítja ugyan az athéniakat, de mindkét fél nagy veszteségeket szenved. Pauszaniasz spártai király ezután megállapodik velük, amely szerint visszaállítják Athén korábbi demokratikus kormányzatát és megengedik az Athén és Pireusz közötti lerombolt Hosszú falak újjáépítését. A harminc zsarnok közül az életben maradtak Eleusziszba távozhatnak.
- Thraszübulosz visszaállítja a demokratikus államberendezkedést és az oligarcha párt szélsőségeseinek kivételével amnesztiát hirdet. Munkájában segíti Lüsziasz, a híres szónok. Az amnesztia hatására hazatér Andokidész, akit még i.e. 415-ben, a szent hermák megcsonkítása miatti perben száműztek.

### Itália
- Rómában consuli jogkörű katonai tribunusok: Manlius Aemilius Mamercinus, Marcus Quinctilius Varus, Lucius Valerius Potitus, Lucius Iulius Iullus, Appius Claudius Crassus Inregillensis és Marcus Furius Fusus.

### Kína
- Csin államának háromfelé szakadásával (Han, Csao és Vej) megkezdődik a hadakozó fejedelemségek kora.

## Kultúra
- Eukleidész arkhón vezetésével írásreformot vezetnek be Athénban. Hivatalossá teszik az ión ábécét (ún. eukleidészi ábécé), amely az éta és ómega betűket is tartalmazza.

## Halálozások
- Kritiasz, athéni politikus (sz. i.e. 460)